# Рејчел Рокс
Рејчел Лин Купер (енгл. Rachel Lyn Cooper; 2. март 1983), познатија под псеудонимом Рејчел Рокс (енгл. Rachel Roxxx), америчка је порнографска глумица.

## Биографија
Рејчел Лин Купер је рођена 2. марта 1983. године у Сан Антонију, граду у америчкој савезној држави Тексас. Мешовитог је француског, велшког, ирског и немачког порекла. Невиност је изгубила са четрнаест година, а у индустрију филмова за одрасле ушла је на наговор пријатељице из средње школе.
Пре тога је радила као конобарица у тексаском одсеку ланца ресторана Хутерс (Hooters). Плавоока бринета је послушала другарицу и отишла у Лос Анђелес. Први експлицитни филм снимила је у јануару 2007. године, када је имала двадесет и три године. У питању је био College Amateur Tour за кућу Шејнс ворлд (Shane's World).

## Каријера
Роксова има неколико тетоважа — лептира између малих трибала на доњем делу леђа, по три звездице на рукама и једну на деном стопалу — као и пирсинге на пупку и обема брадавицама. Номинована је за награду АВН за најбољу свеженску сцену у 2009. години, након чега су уследиле још четири номинације за порно-оскара, и то за неопевану старлету године два пута, најбољу ПОВ сцену и најбољу групну сцену 2011, односно 2012. године за прву награду.
Године 2007. Рејчел је заједно са колегом Ником Менингом основала продавницу доњег веша „ЛА егзотик“ (LA Exotique). Убрзо по отварању, газда им је дао отказни рок, наводно зато што му се није свидела професија Роксове и Менинга. Исто мишљење делили су и остали закупци, тако да је продавница угашена.